# II. Internacionálé
A II. Internacionálé vagy Második Internacionálé a nemzetközi szocializmus ügyét szolgálni hivatott nemzetközi szervezet volt, amelyet 1889-ben alapítottak szocialista és munkáspártok.
Jelentős szerepet játszott a szocialista eszmék terjedésében, a munkásosztály szervezeti megerősödésében, a politikai harc fokozásában. Az anarchistákkal szemben – akiket az 1896-os kongresszusról ki is zártak – több kongresszuson megerősítették a politikai harc, a parlamenti munka fontosságát. Brüsszel székhellyel 1900-tól Nemzetközi Szocialista Irodát hoztak létre a kongresszusok között folyó munka összehangolására.
A szervezet 1916-ig működött.
A szervezet a korábban feloszlott I. Internacionálé munkáját folytatta, de a még ekkor is erős anarcho-szindikalista mozgalom, illetve a szakszervezetek nélkül.
A II. Internacionálé vezette be 1889-ben a munka nemzetközi napjaként május 1-jét és 1910-ben a március 8-án tartott nemzetközi nőnapot.
Az 1905-ös orosz forradalom idejétől egyre határozottabban elkülönül az Internacionáléban a revizionista, a centralista és a forradalmi baloldali irányzat, melyek ellentétei a háborús válság kiéleződésével fokozódtak. Ennek eredményeképpen az I. világháború kitörésekor, 1914-ben a II. Internacionálé sok vezetője az internacionalizmus elveit feladva a kapitalista (imperialista) kormányok oldalára állt.

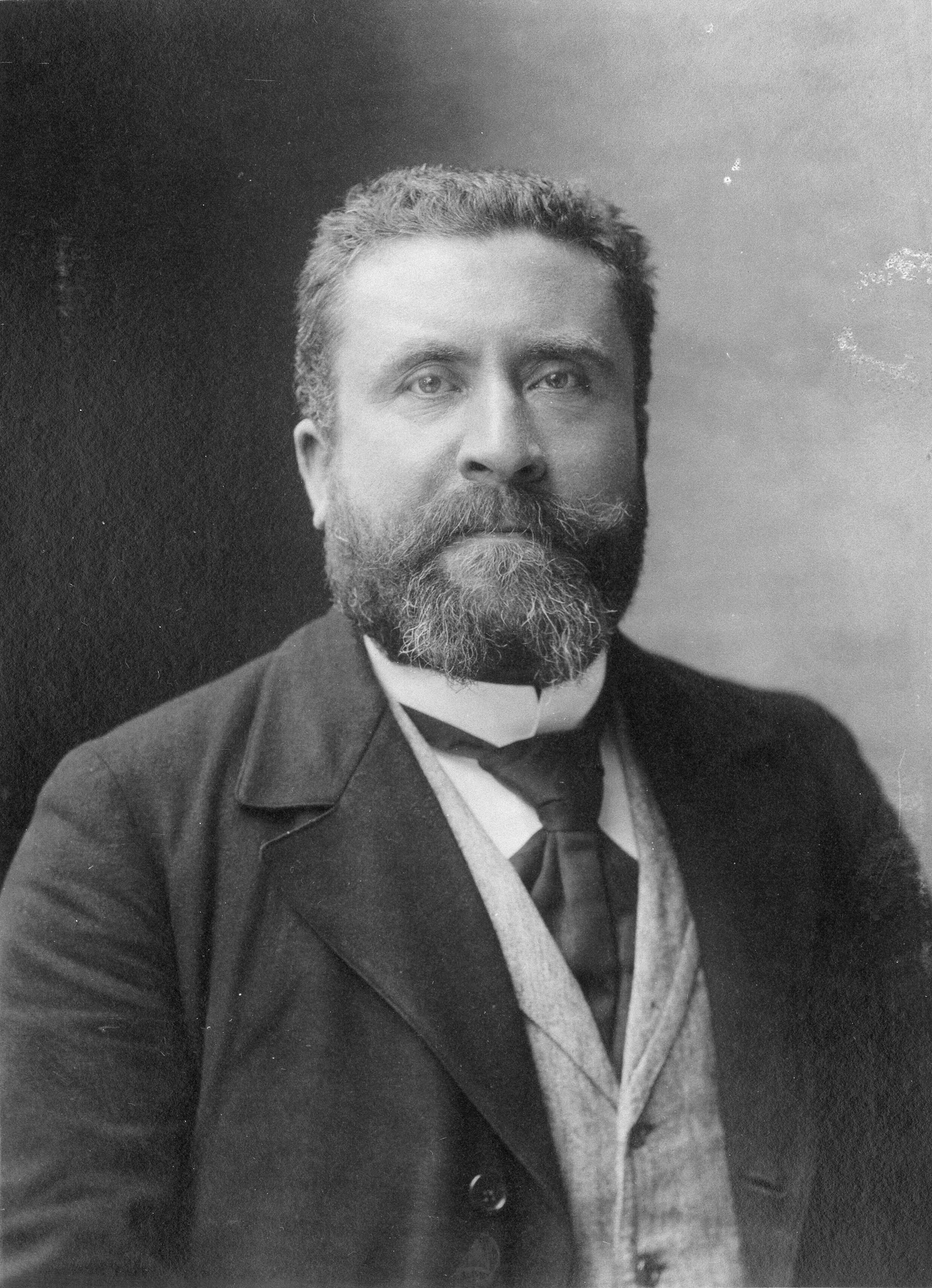
Jaurès

Az első világháború idején oszlott fel, 1916-ban, miután az 1915-ben tartott zimmerwaldi konferencián baloldali szocialistákra (kommunistákra), illetve jobboldali szocialistákra (szociáldemokratákra) szakadt szét. (Az előbbiek egyesített háborúellenes kiállást akartak, az utóbbiak azonban saját kormányaik háborús erőfeszítéseit támogatták). Az internacionálé antimilitarista doktrínájának kudarcát Jean Jaurès francia szocialista politikus meggyilkolása szimbolizálta néhány nappal a háború kirobbanása előtt.
1919-ben a szovjet kommunisták vezetésével Komintern vagy Harmadik Internacionálé néven újjászervezték az internacionálét. A következő évben azok a baloldali szervezetek, amelyek nem kívánták, hogy közük legyen a kommunista internacionáléhoz, a II. Internacionálét szervezték újjá.
A III. Internacionálét (Kommunista Internacionálé, Komintern) a II. Internacionálé forradalmi pártjai hozták létre a Nagy Októberi Szocialista Forradalom (NOSZF) győzelme és a világháború befejeződése után, 1919-ben, azzal a céllal, hogy felkészítse a proletariátust a győzelmes szocialista forradalomra. Lényegében olyan egységes világpárt volt, amelynek az egyes országok kommunista pártjai alkották a szekcióit, s ezek kötelesek voltak a világszervezet központi szerveinek határozatait végrehajtani.
Sok európai szocialista párt azonban egyik formációhoz sem akart csatlakozni. Ez utóbbiak alapították meg a többek közt az ausztromarxizmus által is befolyásolt Szocialista Pártok Nemzetközi Munkaunióját (SZPNMU), amelyet „Kettő és feledik internacionálénak” is szoktak nevezni.
1923-tól kibontakozott a kapitalizmus viszonylagos stabilizációja, létrejött a reformizmus nemzetközi szervezete. Az SZPNMU és az újjáalakult Második Internacionálé ebben az évben egyesült és létrehozták a szociáldemokrata Munka és Szocialista Internacionálét, amely 1940-ig létezett. Ennek munkáját és hagyományát a második világháború után a máig létező Szocialista Internacionálé folytatta tovább, élesen elkülönülve a kommunista Komintern utódjától, a Kominformtól. A Szocialista Munkásinternacionálé megalakulásával az ún. "forradalmi munkásmozgalom" védekezésre kényszerült.

## Kongresszusai
1. 1889. – Párizs
2. 1891. – Brüsszel
3. 1893. – Zürich
4. 1896. – London
5. 1900. – Párizs
6. 1904. – Amszterdam
7. 1907. – Stuttgart
8. 1910. – Koppenhága
9. 1912. – Bázel (rendkívüli kongresszus)

## Neves tagjai

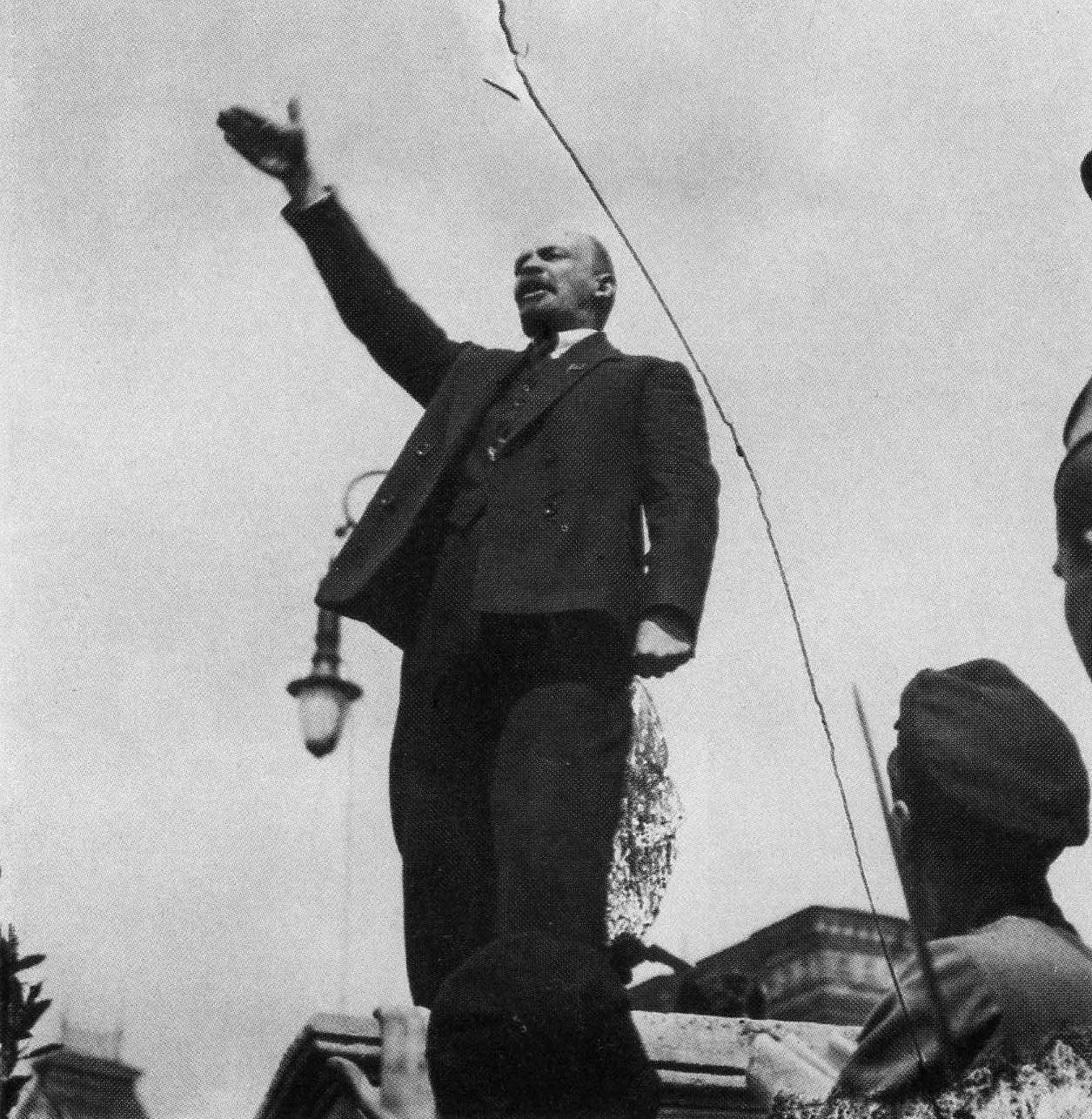
Lenin

Németország:
- August Bebel
- Hugo Haase
- Karl Kautsky
- Karl Liebknecht
- Wilhelm Liebknecht
- Rosa Luxemburg
- Clara Zetkin

Franciaország:
- Paul Lafargue
- Jean Allemane
- Jules Guesde
- Jean Jaurès
- Gustave Hervé
- Édouard Vaillant

Oroszország:
- Vlagyimir Iljics Lenin
- Georgij Plehanov
- Pavel Axelrod

Ausztria:
- Victor Adler
- Karl Renner

Hollandia:
- Anton Pannekoek
- Pieter Jelles Troelstra

## Külső hivatkozások
- A Második Internacionálé, marxists.org
- Története (francia és angol nyelven)